# Центральный рынок (станция метро)
«Центра́льный ры́нок» (укр. Центральний ринок,  (слушать)о файле) — станция Харьковского метрополитена на Холодногорско-Заводской линии. Расположена между станциями «Вокзальная» и «Площадь Конституции». Названа в честь одноимённого рынка и района.
Станция открыта в составе первого пускового участка Харьковского метрополитена. Название станции — от здания, которое расположено рядом.
Возле станции расположен крупный автовокзал, от которого идут автобусы внутригородских и пригородных маршрутов.

## Месторасположение
Выходы из станции расположены вблизи Благовещенского рынка, Харьковской бисквитной фабрики и городского управления милицией Харькова. Также рядом находится автостанция № 2, от которой отправляются автобусы пригородных (Богодуховского, Валковского и Золочевского направлений) и межобластных маршрутов (Сумская и Полтавская области), а также троллейбусная (маршрут № 11) и трамвайная (маршрут № 7, 12, 20) остановки.

## Технические данные
Станция односводчатого типа мелкого заложения. Пущена в эксплуатацию 23 августа 1975 года. На станции функционируют 2 вестибюля. В среднем, пассажиропоток в сутки составляет 50 тысяч человек. Путевые стены украшены мраморными резными композициями на национальную украинскую тематику.

## Реконструкция
Летом 1996 года после обильных осадков уровень грунтовых вод вблизи станции значительно вырос, вследствие чего проводилась реконструкция станции, в результате которой свод станции был укреплён колоннами. Реконструкция проводилась около года, при этом большую часть времени станция работала в нормальном режиме, за исключением сниженной скорости электропоездов вблизи станции.

## Галерея

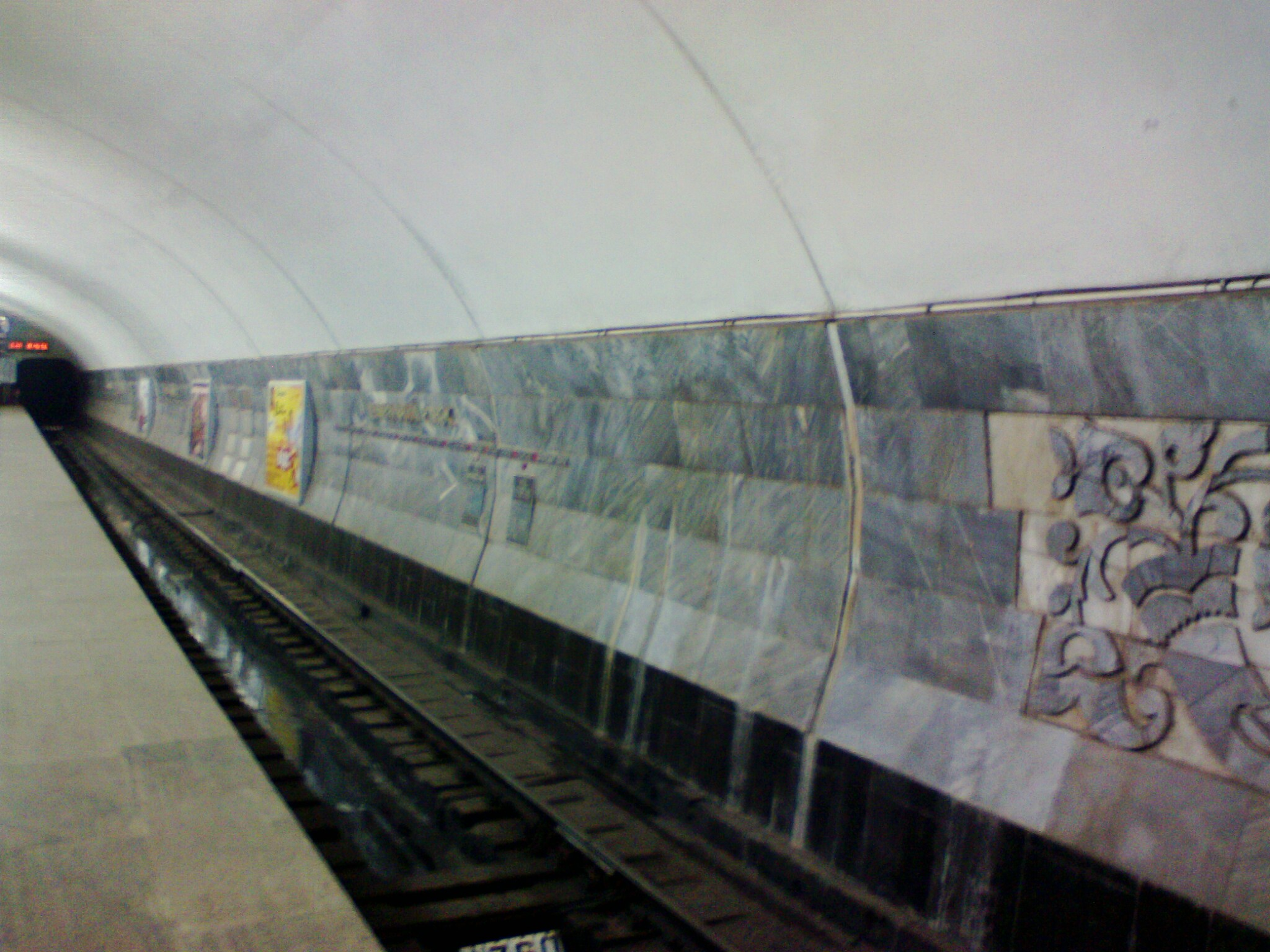
Изображение стены станции метро Центральный Рынок
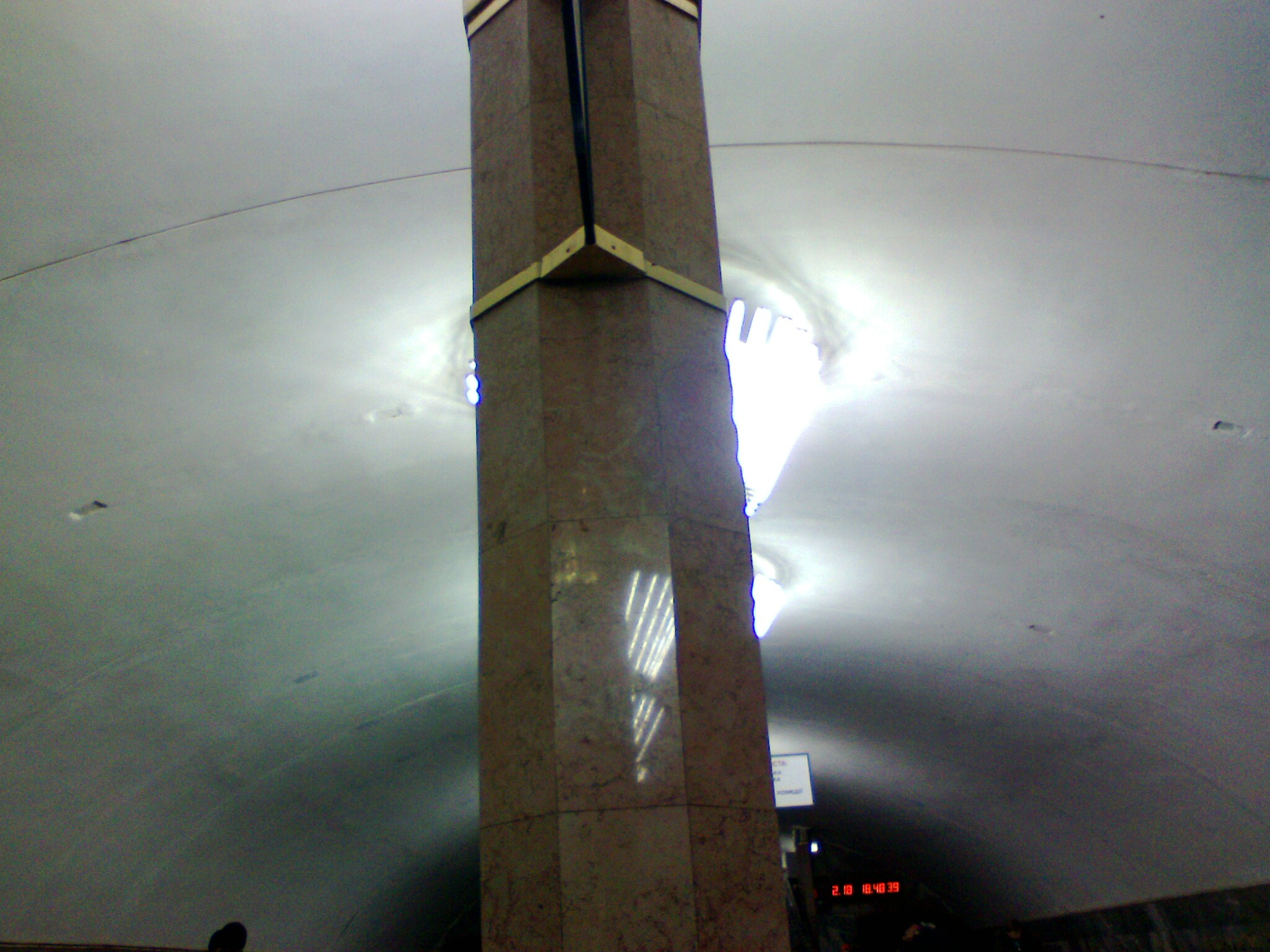
Колонна на станции метро Центральный Рынок.
Барельефная архитектура на станции метро Центральный Рынок.
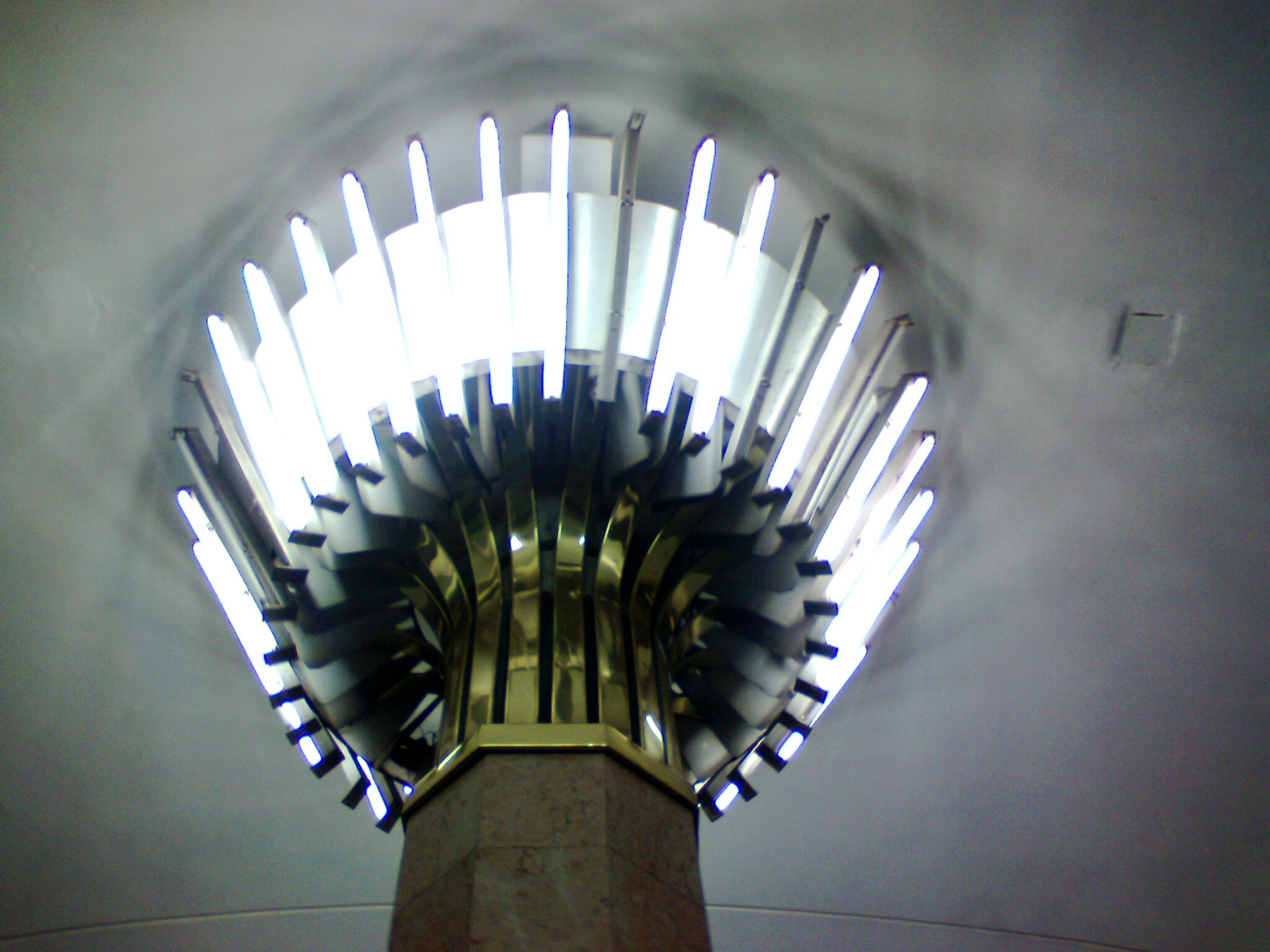
Источник освещения на станции метро Центральный Рынок.